# Étienne Pflimlin
Pour les articles homonymes, voir Pflimlin.
Étienne Pflimlin, né le 16 octobre 1941 à Thonon-les-Bains (Haute-Savoie), est un banquier français, ancien président de la Caisse nationale du Crédit mutuel et ancien président de la fédération du Crédit mutuel Centre Est Europe.

## Biographie

### Jeunesse et études
Étienne Pflimlin est reçu au concours de l’École polytechnique. Il est ensuite diplômé de l'Institut d'études politiques de Paris (Service public, 1967), où il prépare et réussit le concours de l'École nationale d'administration.

### Parcours professionnel
Étienne Pflimlin fait la première partie de sa carrière à la Cour des comptes et comme conseiller dans différents cabinets ministériels (Intérieur, Finances, Commerce et Artisanat). Il enseigne en parallèle à l'université Paris-Dauphine et à l'IEP de Paris.
En 1984, il entre au Crédit mutuel et devient un an plus tard président du Crédit mutuel Centre Est Europe, la plus importante des fédérations régionales de la banque mutualiste. En 1987, il devient également président du Crédit mutuel et en 1998 du conseil de surveillance du CIC, jusqu'en 2011. Il est aussi administrateur du groupe financier Fimalac.[réf. nécessaire]
Il préside, jusqu'en 2010, le groupe de presse L'Alsace.  
Il a été mis en disponibilité de son poste de conseiller référendaire à la Cour des comptes le 20 novembre 1984 pour prendre la direction par élection d'une association de droit local Alsace-Moselle fédération du Crédit mutuel d’Alsace et de Franche-Comté à compter du 1er septembre 1984. Il exerce toujours cette fonction. 
Le 6 septembre 2010, il annonce sa décision de mettre fin à ses fonctions de président de la Fédération de Crédit mutuel Centre Est Europe ainsi que de la Caisse fédérale de Crédit mutuel, de la Banque fédérative du Crédit mutuel et de la Confédération nationale du Crédit mutuel.
Cette décision prend effet le 14 octobre 2010, au lendemain de l'assemblée générale confédérale.
Étienne Pflimlin est le fils de Pierre Pflimlin (1907-2000), avocat, homme politique démocrate-chrétien, ancien ministre français, ancien maire de Strasbourg et ancien président du Parlement européen, et cousin de Rémy Pflimlin (1954-2016), ancien président de France Télévisions.

## Décorations
- Officier de la Légion d'honneur depuis le 22 novembre 1999, il est promu commandeur de la Légion d'honneur le 1er janvier 2012.